# دانيال جارنيرو
دانيال جارنيرو (بالإسبانية: Daniel Garnero)‏ (1 أبريل 1969 بلوماس دي ثامورا في الأرجنتين - ) هو مدرب كرة قدم ولاعب كرة قدم أرجنتيني في مركز الوسط. لعب مع إنديبندينتي ونادي أونيفرسيداد كاتوليكا وطوروس نيزا.

## روابط خارجية
- دانيال جارنيرو على موقع قاعدة بيانات كرة القدم.إي يو (الإنجليزية)
- دانيال جارنيرو على موقع ناشيونال فوتبول تيمز (الإنجليزية)
- دانيال جارنيرو على موقع Soccerway.com (الإنجليزية)
- دانيال جارنيرو على موقع عالم كرة القدم.نت (الإنجليزية)